# Park Narodowy Abruzji, Lacjum i Molise
Park Narodowy Abruzji, Lacjum i Molise (wł. Parco nazionale d'Abruzzo, Lazio e Molise) – włoski park narodowy utworzony 1923 roku, ma powierzchnię 497 km². Zajmuje tereny regionu Abruzja.

## Położenie
Park położony jest w południowej części Apeninu Abruzyjskiego, ok. 100 km na wschód od Rzymu. Obejmuje głównie górną część doliny rzeki Sangro (powyżej miejscowości Barrea) oraz otaczające ją masywy górskie. Na północnym wschodzie są to góry Marsica, natomiast na południu i zachodzie Monti della Meta.

## Ukształtowanie
Teren parku, w tym obydwa ograniczające go pasma zbudowane są w większości ze skał osadowych, głównie wapieni i dolomitów. Krajobraz tworzą głównie strome: stoki, jary i wąwozy. Park może się poszczycić górą: Monte Petroso, która ma 2247 m n.p.m.

## Flora
W niższych strefach Parku rosną przeważnie: dęby, klony i sosny - na wyższych terenach: trawy.

## Fauna
Żyją tu m.in.: niedźwiedzie brunatne, wilki, borsuki, rysie i jeden z podgatunków kozicy pirenejskiej, kozica apenińska Rupicapra pirenaica ornata.